# (3188) Jekabsons
(3188) Jekabsons est un astéroïde de la ceinture principale.

## Description
(3188) Jekabsons est un astéroïde de la ceinture principale. Il fut découvert le 28 juillet 1978 à Bickley par l'Observatoire de Perth. Il présente une orbite caractérisée par un demi-grand axe de 2,29 UA, une excentricité de 0,13 et une inclinaison de 4,7° par rapport à l'écliptique.

## Compléments